# Trond Pedersen
Pour les articles homonymes, voir Pedersen.
Trond Pedersen, né le 10 février 1951 à Kristiansand, est un footballeur international norvégien. 

## Biographie
Sa carrière de footballeur débute en 1969 et s'achève en 1984, il évolua uniquement dans le club du IK Start. 

## Palmarès
- IK Start
  - Championnat de Norvège de football : 1978 et 1980